# Exocentrus multialboguttatus
Exocentrus multialboguttatus là một loài bọ cánh cứng trong họ Cerambycidae.